# Gnorimosphaeroma oregonense
Gnorimosphaeroma oregonense es una especie de isópodo del género Gnorimosphaeroma, familia Sphaeromatidae, clase Malacostraca. Fue descrita científicamente por Dana en 1853.

## Descripción
El tamaño del cuerpo mide 2,0-200 milímetros.

## Distribución
Se distribuye por los Estados Unidos.